# Lunca cu lalea pestriță - Valea Sălajului
Lunca cu lalea pestriță - Valea Sălajului  este o arie protejată de interes național ce corespunde categoriei a IV-a IUCN (rezervație naturală de tip floristic și peisagistic) situată în județul Sălaj, pe teritoriul administrativ al orașului Cehu Silvaniei.

## Localizare
Aria naturală cu o suprafață de 10 ha, se află în extremitatea nordică a județului Sălaj, pe teritoriul sud-vestic al orașului Cehu Silvaniei, în lunca văii Sălajului, aproape de drumul județean (DJ196) care leagă orașul Cehu de satul Hodod din județul Satu Mare.

## Descriere

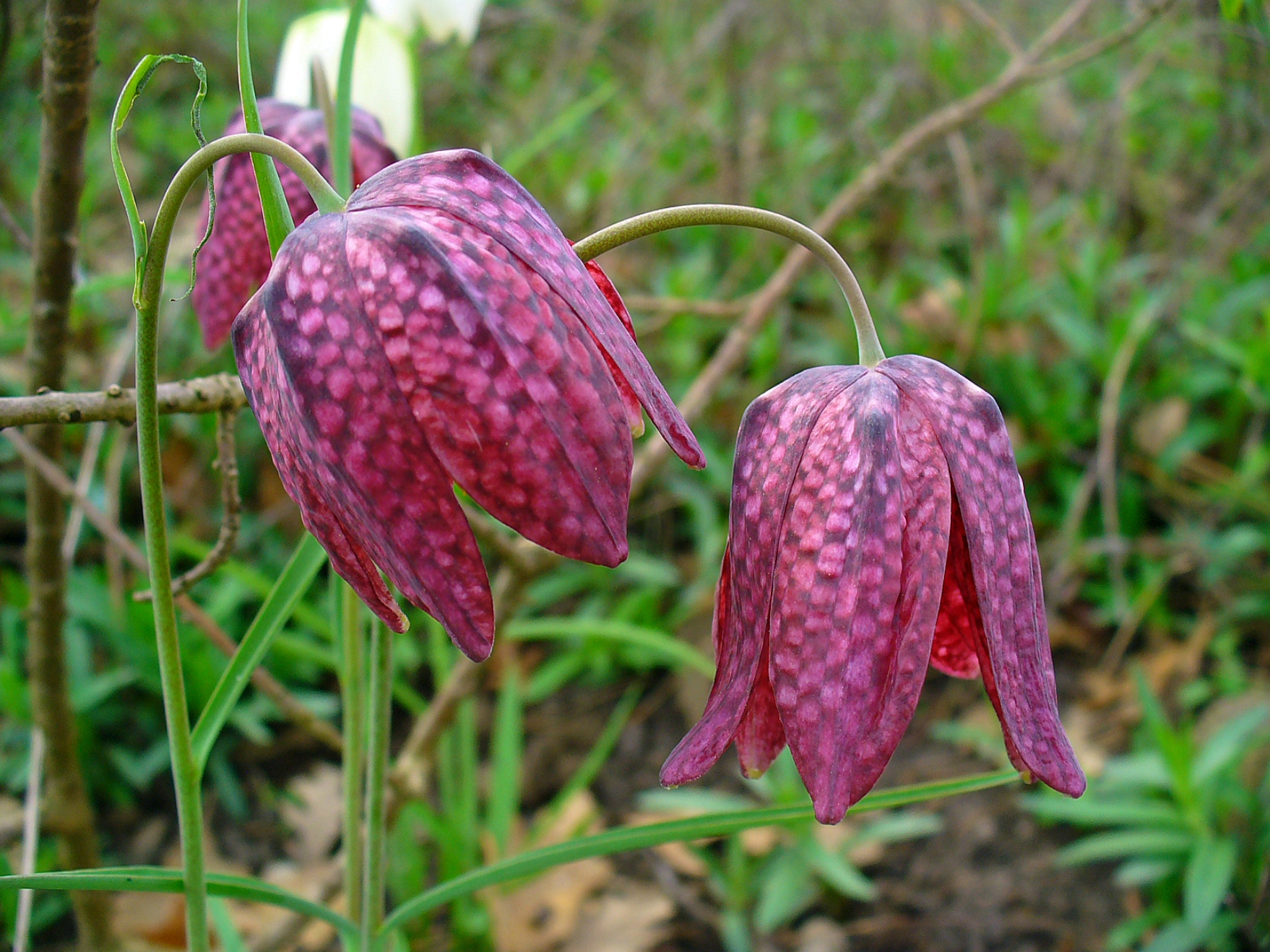
Laleaua pestriţă (Fritillaria meleagris)

Rezervația naturală a fost declarată arie protejată prin Legea Nr.5 din 6 martie 2000 (privind aprobarea Planului de amenajare a teritoriului național - Secțiunea a III-a - zone protejate) și se întinde pe o suprafață de 10 hectare. 
Aria naturală reprezintă o zonă în lunca râului Sălaj, cu rol de protecție pentru o populație semnificativă a speciei mediteranene de lalea pestriță (Fritillaria meleagris)